# Gaston Delaplane
Marcel Carlos Paul Gaston Delaplane (Le Havre, 6 de març de 1882 - Niça, 12 de desembre de 1977) va ser un remer i ciclista francès que va competir a començaments del segle xx.
El 1906 va prendre part en els Jocs Intercalats d'Atenes, on guanyà tres medalles en la competició de rem. Guanyà la medalla d'or en la competició de scull individual, la de plata en quatre amb timoner i la de bronze en dos amb timoner, 1.000 metres. També disputà, sense sort, la prova de dos amb timoner, milla. Alhora, com a ciclista, disputà dues proves del programa de ciclisme.
Dos anys més tard va prendre part en els Jocs Olímpics de 1908, on va disputar tres proves del programa de ciclisme, les 660 iardes, els 5.000 metres i l'esprint, però en cap d'elles superà la primera ronda.
Disputà diversos Campionats d'Europa de Rem en els anys previs a la Primera Guerra Mundial, amb un balanç de 7 medalles d'or, una de plata i una de bronze. També guanyà 12 títols nacionals de rem.